# Бозия
Бо̀зия (на италиански: Bosia; на пиемонтски: Beusia, Беузия) е село и община в Северна Италия, провинция Кунео, регион Пиемонт. Разположено е на 484 m надморска височина. Населението на общината е 169 души (1 януари 2023).